# Громов, Евгений Владимирович (пианист)
Евгений Владимирович Громов (род. 2 января 1973, посёлок Волковинцы Деражнянского района Хмельницкой области) — украинский пианист.

## Музыкальная карьера
В 1991 году окончил Киевскую среднюю специальную школу-интернат имени Н. В. Лысенко
В 1991—1997 годах учился, с перерывами, в Национальной музыкальной академии Украины, но не окончил. По словам Громова: «Я не мог влиться в прокрустово ложе требуемых программ, мне и в школе было сложно этим заниматься. <…> Мои университеты — это не школа и консерватория вместе с педагогами, а живое общение с композиторами».
С 1993 года выступал на основных украинских музыкальных фестивалях, в том числе «Киев Музик Фест», «Музыкальные премьеры сезона», «Форум музыки молодых», «Два дня и две ночи новой музыки» (Одесса), «Контрасты» (Львов), фестиваль памяти Владимира и Регины Горовиц.
30 декабря 1995 года дал первый сольный концерт в Малом зале Киевской консерватории. Выступил в Киеве с мемориальными концертами памяти Иосифа Бродского и Николая Каретникова.
В 1998 году в Колонном зале Национальной филармонии Украины дал юбилейный концерт к 60-летию Валентина Сильвестрова.
Несмотря на выказываемое Громовым предпочтение украинской фортепианной музыки, в 2009 году участвовал в проведении посвящённых независимой русской культуре Дней российской культуры в Киеве, дав концерт из произведений Николая Каретникова, Альфреда Шнитке, Галины Уствольской, Александра Кнайфеля.
В 2010 и  2011 году был участником международного фестиваля «Схо́ды до Неба» в Киеве.
Громов известен как пропагандист мировой и украинской музыки второй половины XX века (начиная с Бориса Лятошинского). Его репертуар включает, в частности, произведения Александра Скрябина, Клода Дебюсси, Арнольда Шёнберга, Альбана Берга, Антона Веберна, Оливье Мессиана, Карлхайнца Штокхаузена, Пьера Булеза; непосредственно с Громовым обсуждали исполнение своих произведений Дьёрдь Куртаг, Эдуард Артемьев, Гия Канчели, Валентин Сильвестров.
Лауреат государственной премии Украины имени Левко Ревуцкого (1998), премии СТАРТ (2003).